# Цвифальтен
Цвифальтен (нем. Zwiefalten) — община в Германии, в земле Баден-Вюртемберг. 
Подчиняется административному округу Тюбинген. Входит в состав района Ройтлинген.  Население составляет 2067 человек (на 31 декабря 2010 года). Занимает площадь 45,43 км².
Коммуна подразделяется на 9 сельских округов.

## Фотографии

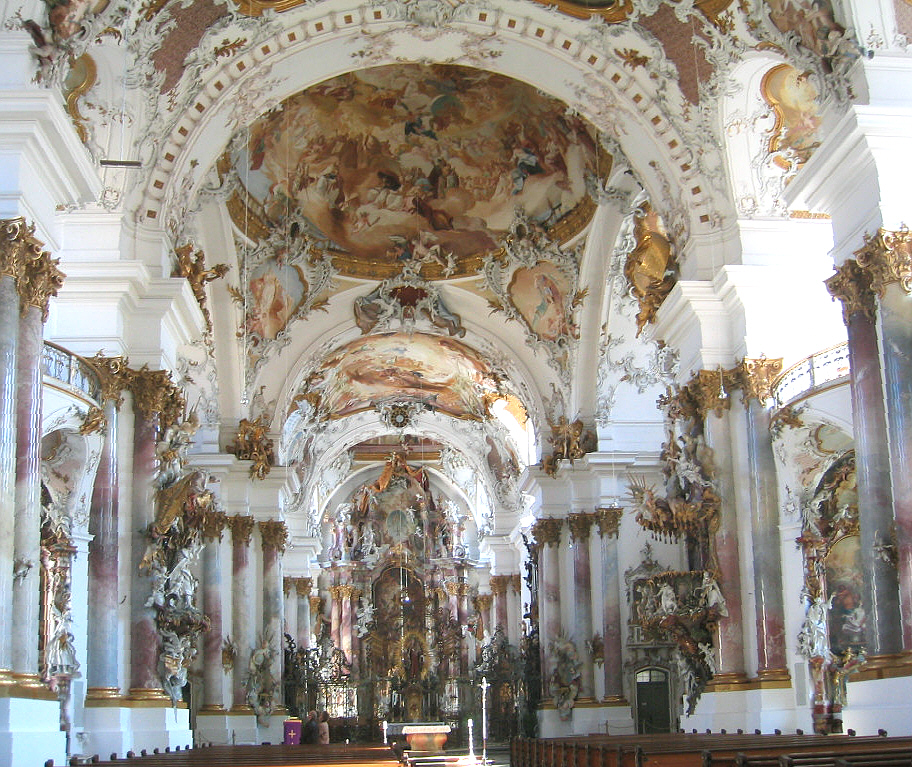
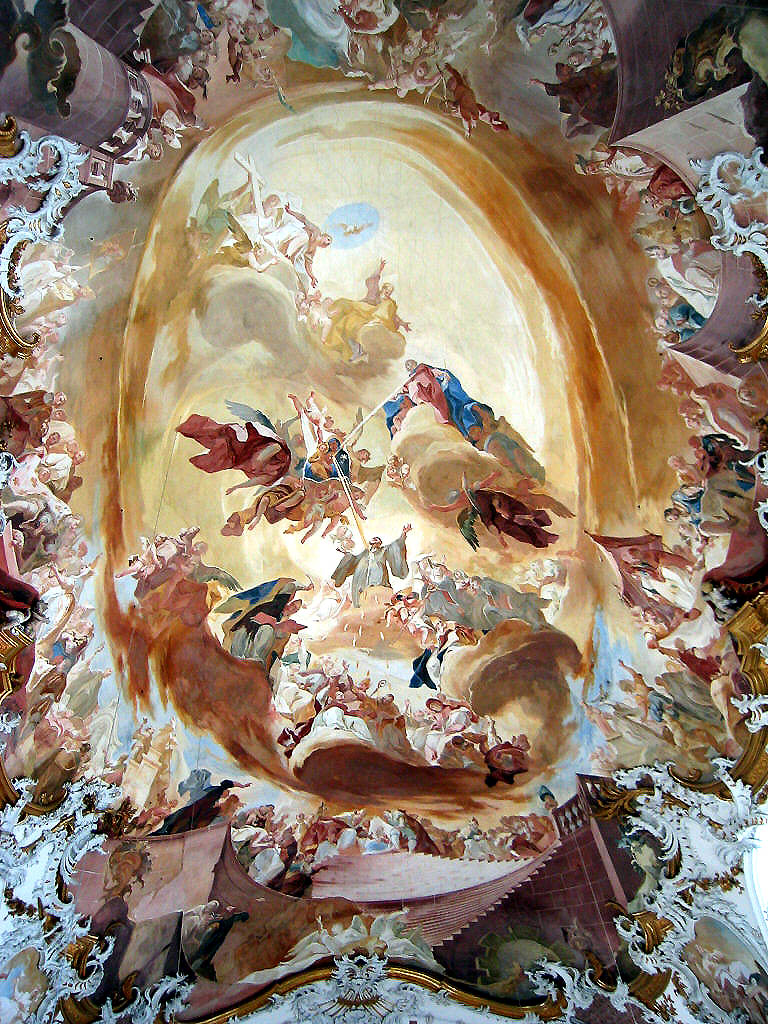
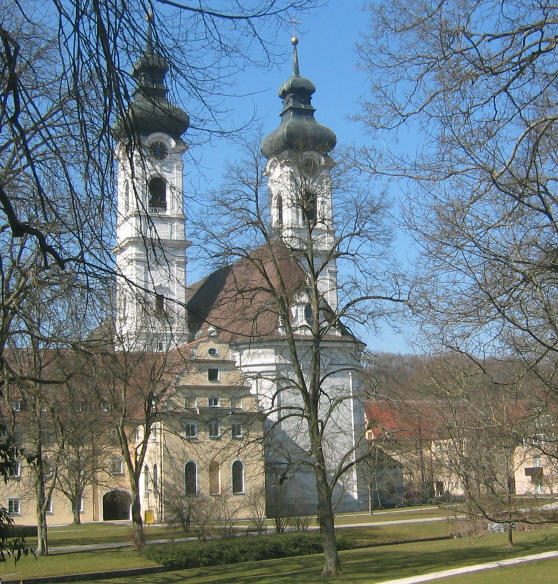